# Челышево (станция)
Челышево — железнодорожная станция на узкоколейной железной дороге Шатурского транспортного управления.

## История
Железнодорожная станция была узловой: на восток линия вела в Бакшеево и далее на Острова, на запад через Лосево и Долгушу до Шатуры и на юг через разъезд Морозовский и Долгушу также до Шатуры.
Станция до 1989 года была конечной для пассажирских поездов из Шатуры и Бакшеева.
В 1989 году разъезд был ликвидирован, путь между разъездом Аккумуляторный и станцией Лосево был разобран, все пассажирские поезда стали следовать до станции Лосево через разъезд Морозовский, делали остановку около бывшей станции Челышево и далее следовали до Лосево.